# Holden Apollo
 (avril 2018).
Si vous disposez d'ouvrages ou d'articles de référence ou si vous connaissez des sites web de qualité traitant du thème abordé ici, merci de compléter l'article en donnant les références utiles à sa vérifiabilité et en les liant à la section « Notes et références ».
La Holden Apollo est une voiture compacte puis une familiale routière qui a été produite de 1989 à 1997 en Australie par Holden. 
En tant que successeur de la Holden Camira basée sur une plateforme GM, l'Apollo était une version rebadgée de la Toyota Camry, également vendue en Australie. 
En parallèle des deux générations de la Camry (le V20 codé JK et à son restylage JL et le XV10 recodé JM et à son restylage JP), il y avait des différences cosmétiques mineures dans la calandre, les phares et les finitions. Ce partage du modèle a eu lieu en raison de United Australian Automobile Industries (UAAI), la coentreprise entre Toyota Australia et Holden à partir de 1987 qui a abouti à un partage de modèles entre les deux constructeurs automobiles à partir d'août 1989. 
UAAI était à son tour à la suite du Button car plan, qui vise à rendre le secteur automobile australien plus efficace et à éliminer les droits d'importation. La production a cessé fin 1996, bien que suffisamment de voitures sont restées jusqu'à ce que la remplaçante, la Holden Vectra soit arrivée mi-1997.